# Frank Ropers

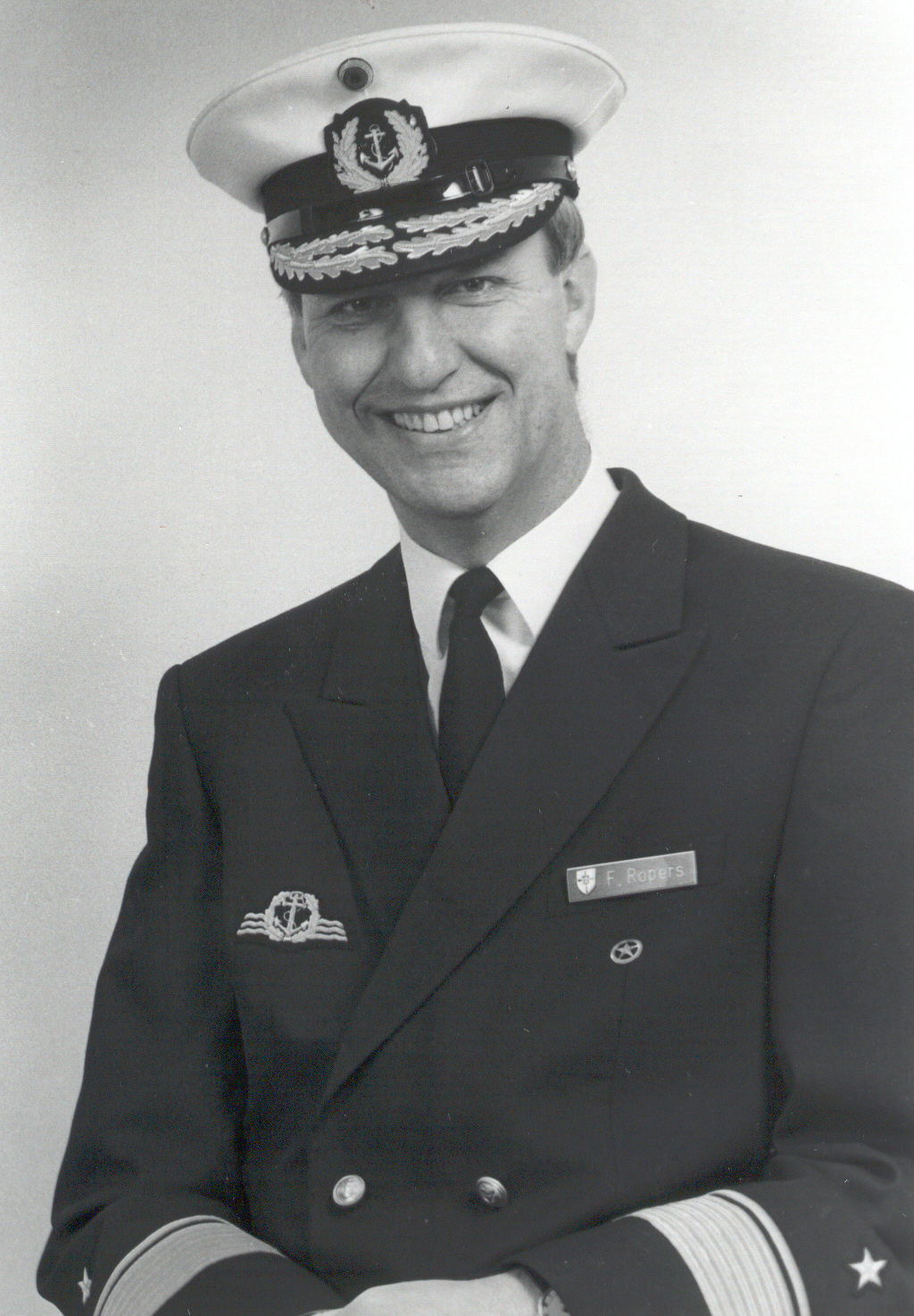
Flottillenadmiral Ropers (1994)

Frank Ropers (* 19. August 1946 in Stade) ist ein pensionierter Vizeadmiral der Deutschen Marine. Zuletzt war er der Deutsche Militärische Vertreter im NATO-Militärausschuss.

## Militärische Laufbahn
Ropers besuchte die jesuitische Sankt-Ansgar-Schule in Hamburg. Nach dem Abitur ging er in der Crew VI/66 zur Bundesmarine. 1969 wurde er Wachoffizier in der Schnellbootflottille. 1971 kam er als Zugführer zum Marineausbildungsbataillon 3 in Glückstadt. Von 1973 bis 1975 war er Kommandant des Schnellboots Ozelot. Anschließend wurde er als Adjutant des Deutschen Militärischen Vertreters beim Supreme Headquarters Allied Powers Europe (SHAPE) eingesetzt. Es folgte 1977 der Führungsdienst-B-Lehrgang und im Anschluss daran ab 1978 verschiedene Verwendungen (Ortungsoffizier, Schiffsoperationsoffizier) auf dem Zerstörer Lütjens. Ab 1980 absolvierte er den Admiralstabslehrgang an der Führungsakademie der Bundeswehr in Hamburg.  Nachdem er eine überdurchschnittliche Jahresarbeit erstellt hatte, wurde er zum Lehrgangsabschluss 1982 mit der Ehrenmedaille der Clausewitz-Gesellschaft ausgezeichnet.
Von Ende 1983 bis 1986 war Ropers im Planungsstab des Bundesministeriums der Verteidigung unter Manfred Wörner eingesetzt. Anschließend übernahm er das Kommando über den Zerstörer Rommel, bevor Ropers 1988 an die Führungsakademie der Bundeswehr zurückkehrte und dort Dozent für Seekriegsführung und operative Planung wurde. 1989 erfolgte die Ernennung zum Kapitän zur See. 1990 wurde er erneut zu SHAPE versetzt, wo er diesmal als Executive Officer vom Chef des Stabes General John A. Shaud (USAF) und dessen Nachfolgers General James B. Davis (USAF) diente. Anschließend absolvierte er 1993 das Royal College of Defence Studies in London.
Im Jahr 1994 war er zunächst in der Abteilung Marineausbildung des Marineamtes tätig, bevor er am 16. September 1994 Kommandeur der Marineschule Mürwik wurde. Im Oktober folgte die Beförderung zum Flottillenadmiral. Bereits am 24. August 1995 gab er übergab er diesen Dienstposten, um am 7. September das Kommando über die NATO Standing Naval Force Mediterranean zu übernehmen. Während dieser Zeit war dieser Verband an der Operation Sharp Guard, der Durchsetzung der Wirtschaftssanktionen und des Waffenembargos gegen die Bundesrepublik Jugoslawien, beteiligt.
Zurück in Wilhelmshaven, übernahm er am 26. September 1996 das Kommando der Zerstörerflottille und war damit verantwortlich für alle Zerstörer, Fregatten und Versorger der Deutschen Marine. Am 17. September 1998 wechselte Ropers auf den Dienstposten des Amtschefs des Marinesamtes in Rostock, mit dem die Ernennung zum Konteradmiral am 1. Oktober verbunden war. Im Januar 2001 wurde er als Vizeadmiral nach Northwood in das Vereinigte Königreich versetzt und diente dort bis zum Mai 2006 erst als Chef des Stabes im Hauptquartier des Commander-in-Chief East Atlantic and Commander Allied Naval Forces North und ab April 2003 als stellvertretender Kommandeur. Im Zuge der Umstrukturierung der NATO-Kommandostruktur wurde die Dienststelle in Command Component Maritime Northwood (CC-MAR Northwood), Marinekomponente des Allied Joint Force Command Brunssum, umbenannt. Nach dieser Verwendung übernahm Ropers dann den Dienstposten des Deutschen Militärischen Vertreters im NATO-Militärausschuss, den er 2008 an Generalleutnant Jürgen Bornemann übergab und in den Ruhestand trat.
Ropers ist verheiratet und Vater zweier Töchter. Er befasst sich mit Literatur und klassischer Musik.

## Auszeichnungen
- 1982: Ehrenmedaille General von Clausewitz